# Azərbaycan Kuboku 1997-1998
La Azərbaycan Kuboku 1997-1998 è stata la 7ª edizione della coppa nazionale azera, disputata tra il settembre 1997 (con gli incontri del primo turno) e il 28 maggio 1998 e conclusa con la vittoria del FK Kapaz Gandja, al suo secondo titolo consecutivo.

## Formula
La competizione si svolse ad eliminazione diretta e parteciparono le squadre delle due divisioni.
Tutti i turni si giocarono con andata e ritorno ad eccezione della finale.

## Quarti di finale
| Squadra 1       | Totale | Squadra 2          | Andata | Ritorno |
| --------------- | ------ | ------------------ | ------ | ------- |
| OIK Baku        | 2 - 3  | PFC Neftchi Baku   | 1 - 1  | 1 - 2   |
| FK Kapaz Gandja | 3 - 1  | Bakılı Baku        | 0 - 0  | 3 - 1   |
| Qarabağ Bərdə   | ?      | Kur Nur Mingechaur | ?      | ?       |
| Dinamo Baku     | 1 - 2  | Garabag Agdam      | 0 - 0  | 0 - 2   |

## Semifinali
| Squadra 1          | Totale | Squadra 2       | Andata | Ritorno |
| ------------------ | ------ | --------------- | ------ | ------- |
| PFC Neftchi Baku   | 2 - 4  | FK Kapaz Gandja | 1 - 2  | 1 - 2   |
| Kur Nur Mingechaur | 1 - 3  | Garabag Agdam   | 1 - 2  | 0 - 1   |

## Finale
La finale venne disputata il 28 maggio 1998 a Baku.
| Baku 28 maggio 1998                                                         | FK Kapaz Gandja | 2 – 0 | Garabag Agdam | Tofiq Bəhramov adına Respublika Stadionu (5.500 spett.) |
| \| \| \| \| \| Badri Kvaratsxeliya 21’ Vasif Vəliyev 52’ \| Marcatori \| \| |                 |       |               |                                                         |
|                                                                             |                 |       |               |                                                         |
| Badri Kvaratsxeliya 21’ Vasif Vəliyev 52’                                   | Marcatori       |       |               |                                                         |